# ヴィットムントハーフェン航空基地
ヴィットムントハーフェン航空基地（ドイツ語：Fliegerhorst Wittmundhafen）は、ドイツ連邦共和国ニーダーザクセン州のヴィットムントとオーリック周辺のヴェーバースハウゼン (Webershausen) に所在する軍用飛行場。

## 歴史
1911年、すでにヴィットムントのアウリッヒャー通り（現在の国道210号線）沿いに飛行船用の離着陸場の建設が始まる。当初、飛行場は陸軍飛行船用のもので、LZ90 (LZ60)、LZ97 (LZ67) が整備される。シュッテ＝ランツ製の陸軍飛行船「SL 13」が一時的に駐留していた。第一次世界大戦中の1916年11月7日午後にLZ90で陸軍飛行船が初着陸するが、当日夜に嵐が訪れて飛行船が破壊される。1917年春には同地での陸軍飛行船の運用が中止され、替わりにドイツ帝国海軍が引き継いだ。
ドイツ帝国海軍が離着陸場の管理を行ない、これにより名称はヴィットムントヘーフェンに改められる。1938年にドイツ国防軍空軍が同地を取得した際には、現在も使用されているヴィットムントハーフェンに改称する。
大戦後、飛行船部隊は解散して離着陸場は破壊され、農地として利用される。しかし、第二次世界大戦前の1938年に滑走路の建設が始まり、1940年末に完成する。滑走路は3本整備され、滑走長1,200mで三角形型に配置されていた。1943年まではHe 111爆撃機が配備され、南イングランドの爆撃に出撃した。1943年からは軍港であるヴィルヘルムスハーフェンの防空任務のため、夜間戦闘型メッサーシュミット Bf110が配備された。1944年春からはメッサーシュミット Me163ロケット戦闘機が配備される。これ以降、滑走路が破壊される1945年3月まで飛行任務を継続した。
大戦後、飛行場は再び完全に破壊され、農地として再開発される。早くも1950年にイギリスは滑走路の再構築を始める。これが後年まで存続し、1963年4月26日には第71戦闘航空団「リヒトホーフェン」が配置される。滑走路については東西方向に2,400mの1本のみとなった。

## 配置部隊・機関
- 第71戦闘航空団「リヒトホーフェン」（空軍）
- 空軍警備連隊分遣隊（空軍）
- ヴィットムント衛生センター（救業軍）
- レアー連邦軍業務センター分所（国防施設管理・環境保護部）